# جون هيل (لاعب كريكت أيرلندي)
جون هيل (10 فبراير 1912 في المملكة المتحدة - 17 يناير 1984) (بالإنجليزية: John Hill)‏ هو لاعب كريكت أيرلندي. شارك مع منتخب أيرلندا للكريكت.